# Shōhaku
Shōhaku (肖柏), (1443 - 4 mai 1527) est un poète japonais waka et renga. Il utilise également les noms de plume : Muan (夢庵), Botange (牡丹花) et Rōkaken (弄花軒),.
Shōhaku compose en 1488 à Minase avec son maître, le prêtre et moine bouddhiste Iio Sōgi et Sōchō, autre élève de Sōgi, la collection renga intitulée Minase sangin hyakuin. L'ouvrage passe pour l'un des meilleurs du genre renga. Il participe également à la composition du Shinsen tsukubashu de Sōgi, une collection renga, qui comprend de nouvelles règles pour composer en renga. Shōhaku rédige en outre un commentaire sur le Ise monogatari, Ise monogatari shōbunshō et un traité sur la poésie renga, Shōhaku kōden.

## Source de la traduction
- (de) Cet article est partiellement ou en totalité issu de l’article de Wikipédia en allemand intitulé « Shōhaku » (voir la liste des auteurs).